# Tapio Nirkko
Tapio Kalevi Nirkko (Espoo, 24 de agosto de 1984) es un deportista finlandés que compitió en vela en la clase Finn. Ganó una medalla de plata en el Campeonato Europeo de Finn de 2009.

## Palmarés internacional
| \| Campeonato Europeo \| Campeonato Europeo \| Campeonato Europeo \| Campeonato Europeo \| \| Año \| Lugar \| Medalla \| Clase \| \| ------------------ \| ------------------ \| ------------------ \| ------------------ \| \| 2009 \| Varna (Bulgaria) \| Medalla de plata \| Finn \| |                  |                  |       |
| Campeonato Europeo |                  |                  |       |
| Año | Lugar            | Medalla          | Clase |
| 2009 | Varna (Bulgaria) | Medalla de plata | Finn  |